# Marcel Buysse
Marcel Buysse fue un ciclista belga, nacido el 11 de noviembre de 1889 en Wontergem y fallecido el 3 de octubre de 1939 en Gante.

## Biografía
Forma parte de una familia de ciclistas: sus hermanos Lucien, Cyriel y Jules, así como sus hijos Albert y Norbert.
Fue profesional de 1909 a 1926 donde ganó seis etapas del Tour de Francia 1913 y el Tour de Flandes de 1914. Su carrera fue interrumpida por la Primera Guerra Mundial.

## Palmarés
1910
- 3.º en el Campeonato de Bélgica en Ruta

1913
- 1 etapa de la Vuelta a Bélgica
- 6 etapas del Tour de Francia

1914
- Tour de Flandes
- 1 etapa de la Vuelta a Bélgica

1920
- Seis días de Bruselas (con Alfons Spiessens)

1921
- Arlon-Oostendde
- Paris-Dinant

1922
- Seis días de Gante (con Oscar Egg)

1924
- Seis días de Nueva York (con Maurice Brocco)

## Resultados en las grandes vueltas

### Tour de Francia
- 1912 : 4º
- 1913 : 3º, ganador de seis etapas
- 1914 : abandono
- 1919 : abandono

### Giro de Italia
- 1919 : 3º
- 1920 : 6º